# Přírodní rezervace Žibrica
Žibrica je přírodní rezervace v oblasti Ponitří.
Nachází se v katastrálním území obcí Žirany, Štitáre a Podhorany v okrese Nitra v Nitranském kraji. Území bylo vyhlášeno v roce 1954 a novelizováno v letech 1993 a 2006 na rozloze 68,6053 ha. Ochranné pásmo nebylo stanoveno.